# Lucas Mensa
Lucas Mensa (Burzaco, 24 de mayo de 1996) es un jugador argentino de rugby que se desempeña como centro y juega en  Stade Montois Rugby PROD2. Es internacional con los Pumas desde 2019 y participó de la Rugby World Cup en Japón.

## Selección nacional
Mario Ledesma lo convocó a los Pumas para los amistosos para el Mundial de Rugby 2019 y allí debutó contra los Springboks siendo titular. En total lleva dos partidos jugados y no marcó puntos.

### Participaciones en Copas del Mundo
Ledesma lo seleccionó para disputar el mundial de Japón 2019 como suplente de Matías Orlando. Mensa jugó en la caída contra la Rosa y Argentina resultó eliminada en la primera fase.
| Mundial                       | Sede  | Resultado      | PJ | Tries |
| ----------------------------- | ----- | -------------- | -- | ----- |
| Copa Mundial de Rugby de 2019 | Japón | Fase de grupos | 1  | 0     |